# Just Between Us
Just Between Us – album amerykańskiego muzyka Raya Charlesa, wydany w 1988 roku. Piosenki na nim zawarte reprezentują wszystkie style, jakie wykonywał Charles aż do początku lat 90., czyli łączą R&B, soul, country, blues oraz muzykę popularną.

## Lista utworów
1. „Nothing Like a Hundred Miles”
2. „I Wish I’d Never Loved You at All”
3. „Too Hard to Love You”
4. „Now I Don’t Believe That Anymore”
5. „Let’s Call the Whole Thing Off” (Gershwin)
6. „Stranger in My Hometown”
7. „Over the Top”
8. „I’d Walk a Little More for You”
9. „If That’s What’cha Want”
10. „Save the Bones for Henry Jones”